# كوكوجاكو
كوكوجاكو حركة أكاديمية، وهي مدرسة في فقه اللغة والفلسفة اليابانية نشأت خلال فترة إيدو. سعى باحثي كوكوجاكو إلى إعادة تركيز البحث العلمي الياباني بعيدًا عن دراسة النصوص الصينية والكونفوشية والبوذية التي كانت سائدة آنذاك، لصالح البحث في الكلاسيكيات اليابانية المبكرة.